# 法国自由学派
法国自由学派（法語：École libérale française），又称乐观学派（Optimist School）或正统学派（Orthodox School），是19世纪以法兰西学院和《经济学研究》（[Journal des Économistes] 错误：{{Lang}}：文本有斜体标记（帮助））期刊为中心的经济思想学派，主要思想家包括弗雷德里克·巴斯夏、讓-巴蒂斯特·賽伊、安托万·德斯蒂·德·特拉西和古斯塔夫·德·莫利納里。
该学派鉴定捍卫自由贸易和自由放任，反对干涉主义和保护主义思想，使法国学派成为20世纪奥地利经济学派的先驱。